# Demirkazık Dağı
Il Demirkazık Dağı è la montagna più alta dell'Aladağlar (o Anti-Tauro) nel sud della Turchia. Il Demirkazık Dağı ha un'altezza di 3756 m. Si trova nel distretto di Çamardı, nella provincia di Niğde. La montagna si trova all'interno del Parco Nazionale degli Aladağlar. Il Demirkazık Dağı è regolarmente teatro di incidenti di alpinismo. A metà del 2012, il numero totale di incidenti mortali degli ultimi 56 anni era pari a 18. Il giornale Günaydın Adana del 6 giugno quell'anno chiamò il Demirkazık la "montagna della morte" ed elencò i nomi delle vittime.